# Kent (sigarette)

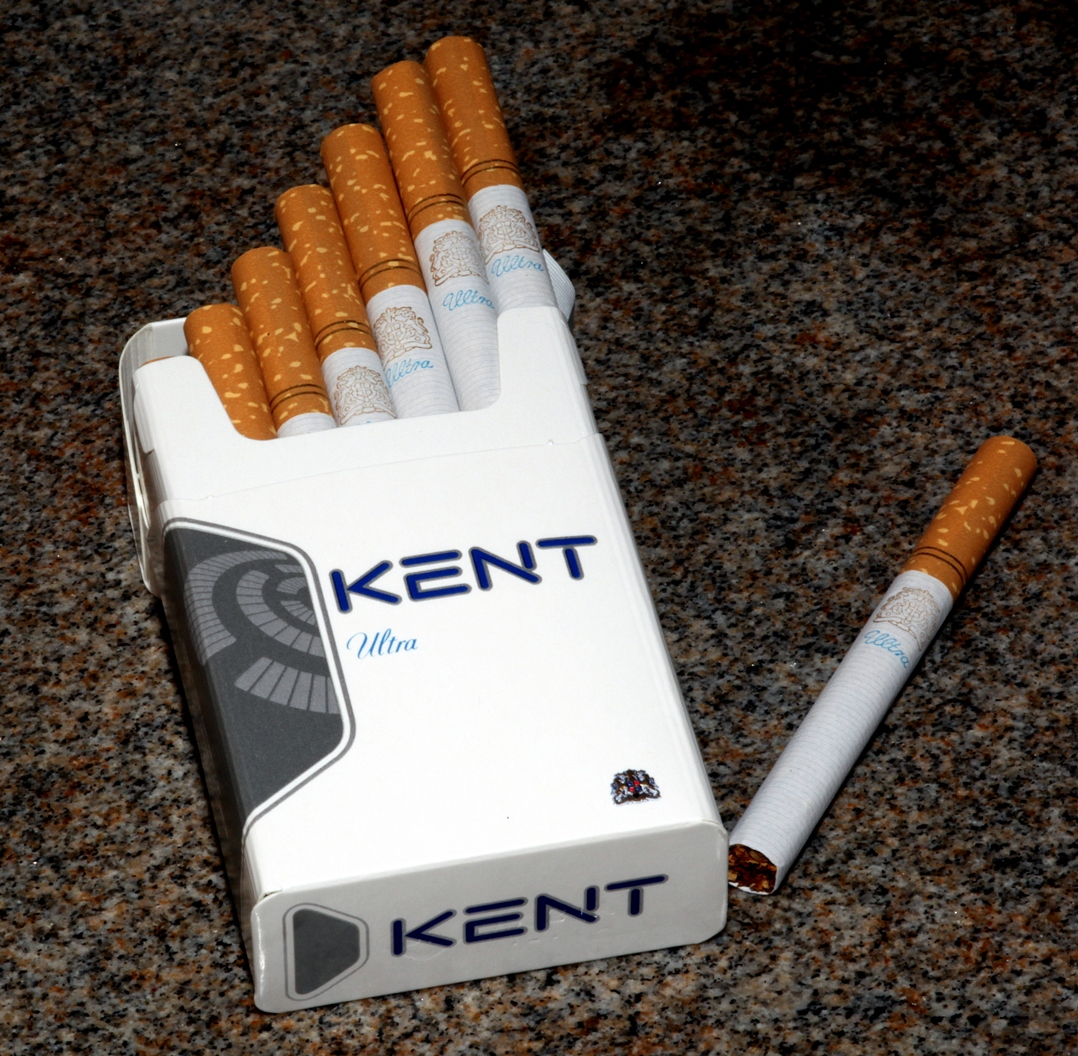
Un vecchio pacchetto di sigarette Kent Ultras proveniente dal Sudafrica.

Kent è una marca di sigarette prodotta e commercializzata dalla R.J. Reynolds Tobacco Company e quindi dalla sua controllante Reynolds American, a sua volta facente parte della British American Tobacco (BAT).

## Storia
Ampiamente riconosciute come le prime sigarette con filtro divenute popolari, le Kent furono lanciate sul mercato dalla Lorillard Tobacco Company nel 1952, più o meno nello stesso periodo in un cui una serie di articoli dal titolo "cancer by the carton" (in inglese: "Il cancro dal pacchetto"), pubblicata dal Reader's Digest, aveva spaventato i consumatori americani spingendoli a cercare marche di sigarette dotate di filtro in un mercato in cui la maggior parte dei prodotti ne era priva. Sul mercato esistevano già, in effetti, sigarette dotate di filtro (le prime ad adottarlo erano state le Viceroy, di proprietà della Brown & Williamson, nel 1936) ma, grazie alla grande propaganda del loro "famoso filtro Micronite" e alla promessa di garantire ai loro consumatori la "Migliore protezione della salute nella storia", le Kent sbaragliarono la concorrenza. È stato infatti stimato che, solo nei primi quattro anni seguenti al loro lancio sul mercato, la Lorillard abbia venduto circa 13 miliardi di sigarette a marca Kent. Si scoprirà poi che, dal marzo 1952 al maggio 1956, almeno, il famigerato filtro Micronite delle Kent aveva contenuto asbesto blu, una forma particolarmente pericolosa di amianto. Proprio per questo si sospetta che molti casi di mesotelioma riscontrati negli anni successivi fossero stati causati specificatamente dal consumo della prime Kent. La Lorillard cambiò comunque, sotto silenzio, il materiale del filtro, passando dall'asbesto ad un più comune acetato di cellulosa a metà del 1956. Le vendite delle Kent continuarono a salire fino alla fine degli anni sessanta quando, a causa della presenza sul mercato di sempre più concorrenti, i quali promettevano filtri ancor più efficienti ed un minor contenuto di catrame, il marchio cominciò un lento e costante declino. Ciononostante le Kent rimasero fino al 1979 tra i 10 marchi di sigarette più venduti negli Stati Uniti d'America.
Nel 1977, la Lorillard cedette i diritti di vendita oltreoceano dei propri marchi, incluso il marchio Kent, e oggi le Kent sono prodotte e commercializzate nei mercati extra-statunitensi dalla British American Tobacco.
Nel luglio del 2014 la Reynolds American ha annunciato l'acquisizione, poi completata nel giugno del 2015 con la completa inglobazione della compagnia e la sparizione del suo nome dal mercato, della Lorillard Tobacco Company per 27,4 miliardi di dollari, con un esborso di 68,88 dollari ad azione; onde evitare problemi di antitrust la fusione comprese anche la vendita alla Imperial Tobacco Company (che poi avrebbe cambiato nome in Imperial Brands nel 2016), per 7,1 miliardi di dollari, di alcuni marchi di sigarette di proprietà delle due aziende, tra cui Kool, Winston, Salem, Maverick e del marchio di sigarette elettroniche Blu eCigs. In conseguenza di ciò, nel giugno 2015 il marchio Kent fu posto dalla Rynolds American sotto il controllo della R.J. Reynolds Tobacco Company, una sua sussidiaria.
Nel gennaio 2017, il consiglio di amministrazione della Reynolds American ha comunicato di aver accettato un'offerta di acquisto di 49,4 miliardi di dollari da parte della British American Tobacco (BAT) e l'operazione di acquisizione è stata conclusa nel terzo trimestre dello stesso anno. Da allora, quindi, il marchio Kent, così come tutti gli altri appartenenti alla Reynolds American o alle sue controllate, è divenuto di proprietà della BAT.

## Curiosità
Il marchio prende il nome da Herbert Kent, uno dei precedenti dirigenti della Lorillard Tobacco Company.

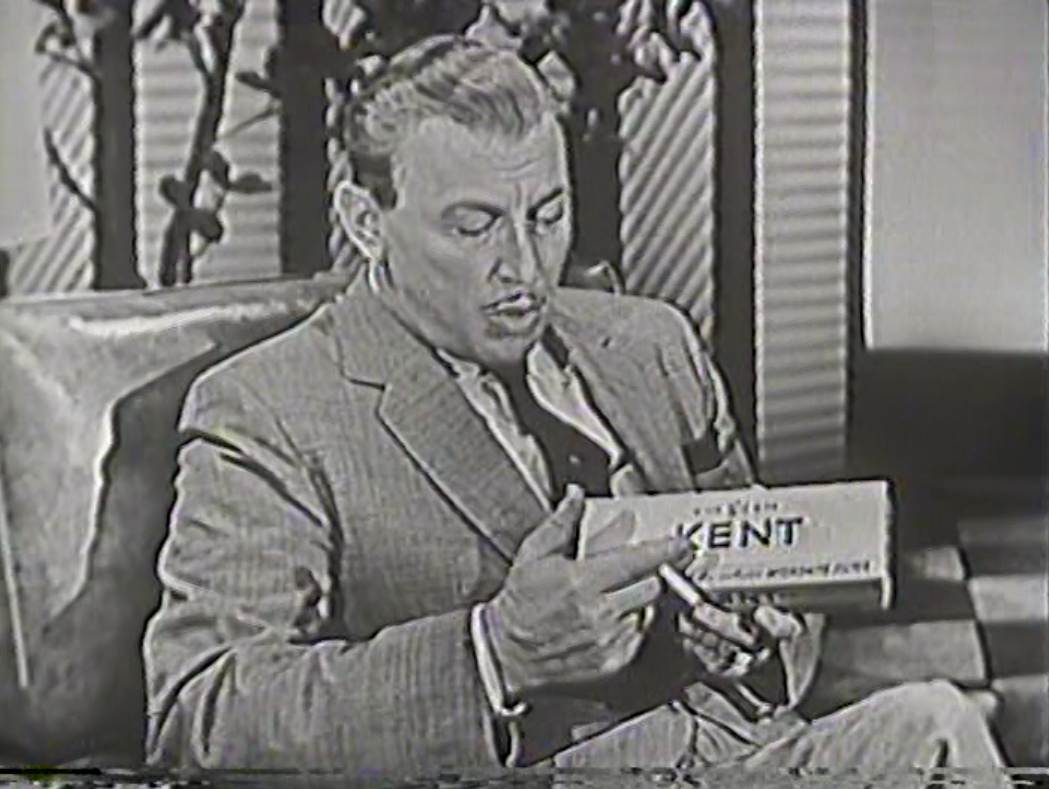
Una pubblicità televisiva delle Kent negli Stati Uniti d'America negli anni cinquanta.

Tra il 1970 e il 1990 il marchio Kent fu il più richiesto in Romania e, in alcune parti del paese, le Kent erano addirittura usate come pagamento o metodo di corruzione. Negli anni ottanta le Kent non furono più disponibili nelle normali rivendite e ciò ovviamente fece fiorire il mercato nero, che era alimentato dal contrabbando fatto dai pochi rumeni a cui era permesso di viaggiare fuori dai confini (staff diplomatici, equipaggi di aerei, ecc..).

## Varietà disponibili negli Stati Uniti d'America
Attualmente le Kent sono vendute negli Stati Uniti d'America soltanto in pacchetti morbidi.
- Kent Full Flavor - Kings e 100s
- Kent Golden - Kings e 100s (Lights)
- Kent III - Kings e 100s (Ultra Lights)